# 朱友林
朱友林（1962年3月—），男，汉族， 湖北仙桃人，中华人民共和国作物遗传育种专家、政治人物，中国民主同盟盟员，曾任南昌大学副校长，第十一届全国人民代表大会江西地区代表。

## 生平
朱友林毕业于华中农业大学农学系作物遗传育种专业。2008年当选为第十一届全国人大代表。